# Jonathan Rossini
Jonathan Rossini (Giubiasco, 5 april 1989) is een Zwitsers voetballer die bij voorkeur speelt als verdediger. Hij speelt sinds het seizoen 2014/15 voor de Italiaanse club AS Bari.

## Interlandcarrière
Onder leiding van bondscoach Ottmar Hitzfeld speelde Rossini zijn eerste en vooralsnog enige interland voor Zwitserland op 3 maart 2010 in de vriendschappelijke interland tegen Uruguay (1-3). Hij moest na 45 minuten plaatsmaken voor Steve von Bergen. Andere debutanten in dat duel namens Zwitserland waren Xherdan Shaqiri (FC Basel) en Davide Chiumiento (FC Luzern).